# Soczewka (anatomia)

Skupianie światła przez soczewkę – po lewej z oddali, po prawej z bliska.

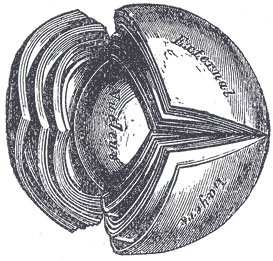
Budowa soczewki według Gray’s Anatomy.

Soczewka (łac. lens) – część oka, przezroczysty, elastyczny narząd ogniskujący promienie świetlne tak, by tworzyły obraz odwrócony i pomniejszony na siatkówce. Soczewka nie jest unaczyniona ani unerwiona.
Znajduje się w przedniej części oka, między tęczówką, a ciałem szklistym, umocowana jest na więzadełkach i mięśniach. U człowieka ma kształt dwuwypukłego krążka o promieniu około 0,5 cm. U kręgowców wodnych i gryzoni jest kulista.
W centrum soczewki znajduje się jądro soczewki (łac. nucleus lentis) Jądro składa się z warstw powstających w kolejnych etapach życia człowieka – środkową warstwę stanowi jądro zarodkowe, na nim powstaje jądro płodowe, następnie jądro dziecięce i jądro dojrzałe (starcze), które jest najbardziej zewnętrzną warstwą jądra soczewki. Otoczone jest ono korą soczewki (łac. cortex lentis) która zbudowana jest z wydłużonych (10 mm x 10 µm) komórek pochodzenia nabłonkowego – włókien soczewki (łac. fibrae lentis), ułożonych równolegle do powierzchni, w kształt litery V, od krawędzi soczewki poprzez równik do krawędzi. Komórki te, zwykle pozbawione organelli (czasem posiadają jądra, niewiele mitochondriów, wakuole – obecne do czasu osiągnięcia pełnych rozmiarów i dojrzałości przez włókno), wypełnione są krystaliną.
Komórki te otacza torebka soczewki (łac. capsula lentis) cienka, bezkomórkowa struktura, zbudowana z błon zbudowanych z proteoglikanów i włókien kolagenowych.
Na przedniej powierzchni soczewki, między torebką soczewki a włóknami soczewki znajduje się nabłonek soczewki (nabłonek jednowarstwowy sześcienny) umożliwiający odnowę soczewki za sprawą zdolnych do podziałów komórek z okolicy równika.
Soczewka zawieszona jest na włóknach, zwanych obwódką rzęskową, które ją umocowują do pierścieniowatego ciała rzęskowego.
Jej podstawowe zadanie to umożliwienie ostrego widzenia obiektów położonych w różnej odległości za sprawą zmiany przedniej krzywizny – akomodacja.